# Taylor Dayne
Taylor Dayne (születési nevén Leslie Wunderman) (Manhattan, 1962. március 7. –) amerikai énekesnő, dalszerző és színésznő. Legismertebb slágere az 1987-es "Tell It to My Heart", az Egyesült Államokban sikeresek lettek továbbá olyan kislemezei is, mint: "Love Will Lead You Back", "With Every Beat of My Heart", "Prove Your Love", illetve "I'll Always Love You".
Dayne-t kétszer jelölték Grammy-díjra, valamint egy American Music Award és több New York Music Award díj elnyerése is fűződik a nevéhez.